# Ngựa Manipur
Ngựa Manipur là một giống ngựa được lai tạo và phát triển ở Ấn Độ. Các chuyên gia không đồng ý về nguồn gốc chính xác của nó, mặc dù họ đồng ý rằng nó là một giống ngựa cổ xưa, có thể phát triển từ một trong hai giống ngựa Tây Tạng hoặc từ việc lai tạo giữa ngựa hoang Mông Cổ và ngựa Ả Rập. Những ghi chép đầu tiên được đề cập trong biên niên sử bằng văn bản năm 1584, ngựa Manipuri được sử dụng làm ngựa kỵ binh trong suốt thế kỷ XVII và XVIII. Vào cuối thế kỷ XIX và đầu thế kỷ XX, chúng đã đáp ứng nhu cầu của người Anh để sử dụng như những con ngựa giống lùn. Số lượng giống ngựa này đã giảm đi, tuy nhiên, chủ yếu là do xuất khẩu và ngày nay số lượng ngựa hiện rất thấp.
Năm 2007, một nghiên cứu di truyền được tiến hành trên giống ngựa Manipuri và bốn giống ngựa khác của Ấn Độ. Ngựa Manipuri đã được chứng minh là có di truyền gần với ba giống ngựa Ấn Độ khác, nhưng về mặt di truyền xa hơn với ngựa Marwari, giống ngựa Ấn Độ duy nhất trong nghiên cứu này. Ngựa Manipuri ban đầu được sử dụng để chơi mã cầu (polo) và dùng trong quân sự, và ngày nay được sinh ra chủ yếu để chơi mã cầu-polo và kéo xe thi đấu, mặc dù nó cũng có nhu cầu sử dụng như phương tiện giao thông quân sự (ngựa thồ)
Polo đã được du nhập vào khu vực của bang Manipur sớm nhất là vào thế kỷ thứ bảy và ngựa Manipuri là một trong những giống đầu tiên được sử dụng trong trò chơi này. Người Anh đã học về polo từ thế kỷ XIX trong khi xem nó chơi trên ngựa Manipuri ở Ấn Độ. Giống ngựa này vẫn được sử dụng cho polo ngày nay ở Ấn Độ, nhưng các giống khác phổ biến hơn ở châu Âu và châu Mỹ. Ngựa Manipuri thường được sử dụng để chơi Sagol kangjei, một phiên bản polo được cho là gần với những gì ban đầu được chơi khi môn thể thao được phát minh. Sagol kangjei đòi hỏi nhiều hơn Polo hiện đại, vì ngựa được sử dụng cho toàn bộ trận đấu thay vì bị thay đổi giữa các giai đoạn. Ngựa Manipuri cũng được sử dụng để tham gia trò đua ngựa Trong lịch sử ban đầu của mình, chúng đã có nhu cầu như những con ngựa kỵ binh (ngựa chiến), và những người đàn ông cưỡi những con ngựa này được cho là được gắn kết và hòa hợp với nhau, chúng vẫn tiếp tục có nhu cầu sử dụng quân sự.